# Mirella van Markus
Mirella van Markus (Zeist, 5 januari 1977) is een Nederlandse televisiepresentatrice voor Hart van Nederland.

## Biografie
Van Markus is afgestudeerd in de communicatiewetenschap en werkt een aantal jaren als researcher voor documentairemaker Frans Bromet. Met Bromet maakt zij series in opdracht van de VPRO, NCRV Dokument en de Humanistische Omroep. Daarna maakt Van Markus bij RTV Noord-Holland diverse programma's als camera-journalist, item-regisseur en presentator. Ze presenteerde Vrijheid Blijheid en het jongerenprogramma Shoot. In de zomer 2006 wordt Van Markus door TVBV, het productiebedrijf van Jeroen Pauw, gescout om Goedemorgen Nederland bij de KRO te presenteren.
Zomer 2007 valt zij in voor de zwangere Yvon Jaspers en presenteert zij de special Boer Trouwt Vrouw: het huwelijk van boer Pros en zijn Yolanda.
In het najaar van 2007 presenteert Van Markus in samenwerking met een aantal assistenten het populairwetenschappelijk programma Het Lab, voor de KRO op Nederland 3, waarin verschillende experimenten uitgevoerd worden.
Sinds maart 2008 presenteert Van Markus De Italiaanse Droom, een realityserie over vier Nederlandse stellen die een Bed and Breakfast beginnen in het dorpje Piticchio. De Italiaanse bewoners van het dorpje spelen een belangrijke rol en zullen uiteindelijk bepalen wie de nieuwe eigenaar wordt van de Bed and Breakfast.
Vanaf april 2008 was Van Markus te zien in het KRO programma Surviving Nature: IJsberen & Inuit. In opdracht van het Wereld Natuur Fonds is zij samen met actrice Hanna Verboom, acteur Daniël Boissevain en voormalig profwielrenner Michael Boogerd afgereisd naar de Noordpool om de veranderingen van het klimaat waar te nemen.
Op 7 april 2009 maakte Van Markus bekend dat ze toe is aan "een nieuwe uitdaging" en dat ze aan het einde van het seizoen stopt met de presentatie van Goedemorgen Nederland.
Najaar 2009 start Van Markus als een van de presentatoren van Teleac. Samen met Pernille La Lau presenteert zij het dagelijkse programma Helder. Vanaf najaar 2010 werkte Van Markus voor de NTR waar zij naast Helder de wekelijkse ziekenhuisserie Het Academisch Ziekenhuis presenteert.
In november 2011 presenteert zij voor de NTR de serie Over leven met kanker. Sinds 7 oktober 2013 is Van Markus presentatrice van het nieuwsprogramma Hart van Nederland op SBS6. Van Markus maakte in 2013 de NTR-documentaire 'Wij willen ook een kind', die ging over de toenmalige zwangerschap van haar partner Claudia en de keuzes die ze als twee moeders maken. In 2025 deed Van Markus mee aan het televisieprogramma De kwis met ballen VIPS.

### Privé
Van Markus en haar vrouw hebben twee dochters.

## Televisieprogramma's
- Vrijheid Blijheid
- Shoot
- Goedemorgen Nederland
- De Italiaanse Droom
- Het Lab
- Boer Trouwt Vrouw
- Surviving Nature: IJsberen & Inuit
- Hart van Nederland
- Huizenjacht